# Josep de Boltas i Vélez
Josep de Boltas i Vélez (Orà, 1738 — Guissona / la Seu d'Urgell, 8 de desembre de 1795) fou un religiós que ostentà el títol de bisbe d'Urgell i copríncep d'Andorra.

## Biografia
De pares barcelonins instal·lats a Orà, llavors en mans castellanes, i el 1754 va ingressar a l'Ordre franciscana dels Descalzos de San Diego de Sevilla, amb el nom de fra Josep Boltas de Santa Bàrbara.
Ordenat sacerdot, va ser destinat el 1765 a la missió franciscana del Marroc com a secretari de la mateixa. Allà va romandre tres anys, passant després a Madrid com a procurador o administrador de la missió davant la Cort i el comissari dels franciscans a Espanya.
Aquesta històrica obertura va generar un important intercanvi comercial entre els dos països, que es va interrompre bruscament el 1774, quan el sultà alauita va posar lloc a Melilla i Carles III va trencar les relacions amb ell. Tan imprevisible ruptura va ser causa que l'important comerç de blat del Marroc cap a Espanya, iniciat anys abans, i que reportava grans beneficis a l'erari del sultà, desaparegués del tot, cosa que els dos mandataris van aviat de lamentar, bé que l'honra impedia a un i l'altre fer el pas cap a la reconciliació. La interposició de la figura de Boltas va solucionar el problema. Informat, en efecte, el comte de Floridablanca dels coneixements i qualitats personals del franciscà per interferir, sense oficialitat alguna, en la crisi entre Madrid i Marràqueix amb vistes a la tornada de la cordialitat anterior, va expressar als superiors de la seva Ordre els desitjos del rei que el pare Boltas -morador llavors en el convent de Cadis- fos nomenat superior de la seva missió al Marroc, amb la finalitat de facilitar-li el acostament al sultà alauita. Boltas va tornar al Marroc en 1777, proveït de "instruccions" de la Cort de Madrid sobre les seves intencions i forma de restablir la pau i comerç amb el Marroc, sense sol·licitar-ho directament, sinó més aviat buscant que el monarca marroquí donés el primer pas. El franciscà va complir a la perfecció la seva missió. Amb molt encert no només va aconseguir arribar fins a aquest, sinó també fer-se un desitjat conseller pel que fa als assumptes entre Espanya i el Marroc, acabant per despertar el seu interès pel retorn a la pau: si no fos per les sequeres, fam i consegüents revoltes entre la població que llavors suportava el Marroc, el Tractat de 1767 hagués estat renovat als pocs mesos de l'arribada de Boltas al país; això es faria en 1780, amb l'enviament a Madrid del ministre Muhammad ibn Utmán, qui va signar, amb Floridablanca, el Conveni d'Aranjuez.
Boltas romandre al Marroc fins a 1784, com a representant oficiós d'Espanya. Durant aquest temps, va treballar eficaçment en aspectes tan importants com l'establiment d'un sistema d'informació per tenir al corrent a Madrid del que passava al Marroc, tant en la vida interna com en les seves relacions amb l'exterior, de manera que avui, per conèixer els successos d'aquells anys -en què la cancelleria no estava perfeccionada al seu país-, els mateixos investigadors marroquins recorren a l'amplíssima correspondència de Boltas que es conserva a l'Arxiu Històric Nacional (Madrid).
En el seu haver destaca, així mateix, el seu treball en pro de la tornada a un intercanvi comercial acrescut, així com el fet que aconseguís que el sultà prengués part a favor d'Espanya en els seus conflictes amb altres països, sobretot en el bloqueig del Penyal de Gibraltar, arribant a autoritzar l'establiment d'un "posta" militar espanyol a Tànger, per tancar el pas de l'Estret a l'armada anglesa; va aconseguir, a més, que el mateix sultà s'erigís en mediador en l'alliberament de captius espanyols en països musulmans i, especialment, va posar en marxa un equip de persones que van consolidar la institució diplomàtica espanyola al Marroc. Nomenat González Salmó cònsol general a 1783, Roma va triar a Boltas, l'any següent, bisbe de la Seu d'Urgell.
Durant els deu anys que va ocupar el càrrec, va fer un valuós treball en àrees econòmiques, sanitàries i socials. Durant la Revolució francesa, va actuar neutralment per evitar problemes. Va morir el 1795.